# Sträv skuggmossa
Sträv skuggmossa (Dicranodontium asperulum) är en bladmossart som beskrevs av Brotherus 1901. Sträv skuggmossa ingår i släktet Dicranodontium och familjen Dicranaceae. Arten har ej påträffats i Sverige. Inga underarter finns listade i Catalogue of Life.